# Krzysztof Piątek
Krzysztof Piątek (Pronunciación en polaco: [ˈkʂɨʂtɔf ˈpjɔntɛk]; Dzierżoniów, 1 de julio de 1995) es un futbolista polaco que juega en la posición de delantero y milita en el Al-Duhail S. C. de la Liga de fútbol de Catar.

## Trayectoria

### Lechia Dzierżoniów
Se formó en la cantera del Dziewiątka Dzierżoniów y del Lechia Dzierżoniów, debutando en este último en 2012.

### Zagłębie Lubin
En 2013 fichó por el Zagłębie Lubin de la Ekstraklasa. 

### Cracovia
Tras diputar 85 partidos a lo largo de tres temporadas, en los que marcó 18 tantos, fichó por el K. S. Cracovia en 2016. En la temporada 2017-18 anotó 21 goles, siendo el tercer máximo goleador de la competición tras los españoles Carlitos e Igor Angulo.

### Genoa
En junio de 2018 firmó por el Genoa C. F. C. de la Serie A, que pagó 4'5 millones de euros por el delantero polaco. El 11 de agosto, en su debut, marcó cuatro goles en la victoria por 4 a 0 ante la U. S. Lecce en Coppa Italia. En Serie A arrancó con una racha goleadora de nueve goles en siete encuentros, destacando los dobletes ante la U. S. Sassuolo y el Frosinone Calcio. El 30 de septiembre incluso se dio a conocer la noticia de que su arranque goleador había sido el mejor realizado por un debutante desde Karl Aage Hansen en 1949.

### AC Milan
Tras una intensa rumorología, el 23 de enero de 2019, Piątek fue contratado por el A. C. Milan a cambio de 35 millones de euros, convirtiéndose en el primer futbolista polaco en jugar en el club rossonero. El 26 de enero hizo su debut con el club milanista en un encuentro ante el SSC Napoli. Tres días más tarde, ante el mismo rival, logró dos tantos en los cuartos de final de la Coppa Italia en San Siro. El 3 de febrero marcó su primer tanto con el club en Serie A en un empate ante el AS Roma en el Olímpico de Roma, estadio en el que ya había marcado con el Genoa. El 16 de febrero logró un doblete en el triunfo por 1 a 3 ante el Atalanta.

### Hertha BSC
El 30 de enero de 2020 el Hertha Berlín anunció su fichaje hasta junio de 2023 a cambio de 27 millones de euros. Casi dos años después fue cedido a la ACF Fiorentina que se guardaba una opción de compra. Esta no se hizo efectiva y el 1 de septiembre fue prestado a la U. S. Salernitana 1919.

### Estambul Başakşehir F. K.
El 18 de julio de 2023 fichó por el Estambul Başakşehir F. K. para las siguientes tres temporadas.

## Selección nacional
Fue internacional en categoría sub-20 y sub-21 con Polonia. Debutó con la selección absoluta de Polonia, el 11 de septiembre de 2018, en un amistoso ante Irlanda que terminó con empate a 1. Un mes después, en su segundo encuentro, anotó su primer tanto oficial con la selección a los 18 minutos de partido en una derrota final ante Portugal (2-3) en la Liga de las Naciones. El 21 de marzo de 2019, pocos minutos después de saltar al campo, marcó el gol del triunfo en la jornada inaugural de la clasificación para la Eurocopa 2020 ante Austria (0-1).

### Participaciones en Copas del Mundo
| Mundial                        | Sede  | Resultado    | Partidos | Goles |
| ------------------------------ | ----- | ------------ | -------- | ----- |
| Copa Mundial de Fútbol de 2022 | Catar | Primera fase | 2        | 0     |

### Participaciones en Eurocopas
| Copa          | Sede     | Resultado    | Partidos | Goles |
| ------------- | -------- | ------------ | -------- | ----- |
| Eurocopa 2024 | Alemania | Primera fase | 1        | 1     |

## Estadísticas

### Clubes
Actualizado al último partido disputado el 25 de mayo de 2025.
| Club                              | Div.          | Temporada     | Liga  | Liga  | Liga   | Copas nacionales | Copas nacionales | Copas nacionales | Copas internacionales | Copas internacionales | Copas internacionales | Total | Total | Total  | Media goleadora |
| Club                              | Div.          | Temporada     | Part. | Goles | Asist. | Part.            | Goles            | Asist.           | Part.                 | Goles                 | Asist.                | Part. | Goles | Asist. | Media goleadora |
| --------------------------------- | ------------- | ------------- | ----- | ----- | ------ | ---------------- | ---------------- | ---------------- | --------------------- | --------------------- | --------------------- | ----- | ----- | ------ | --------------- |
| Zagłębie Lubin · Polonia          | 1.ª           | 2013-14       | 4     | 0     | 0      | 0                | 0                | 0                | ―                     | ―                     | ―                     | 4     | 0     | 0      | 0               |
| Zagłębie Lubin · Polonia          | 2.ª           | 2014-15       | 31    | 8     | 4      | 3                | 1                | 0                | ―                     | ―                     | ―                     | 34    | 9     | 4      | 0.26            |
| Zagłębie Lubin · Polonia          | 1.ª           | 2015-16       | 33    | 6     | 4      | 3                | 2                | 0                | ―                     | ―                     | ―                     | 36    | 8     | 4      | 0.22            |
| Zagłębie Lubin · Polonia          | 1.ª           | 2016-17       | 5     | 1     | 1      | 1                | 0                | 0                | 6                     | 0                     | 0                     | 12    | 1     | 1      | 0.08            |
| Zagłębie Lubin · Polonia          | Total club    | Total club    | 73    | 15    | 9      | 7                | 3                | 0                | 6                     | 0                     | 0                     | 86    | 18    | 9      | 0.21            |
| K. S. Cracovia · Polonia          | 1.ª           | 2016-17       | 27    | 11    | 3      | 0                | 0                | 0                | ―                     | ―                     | ―                     | 27    | 11    | 3      | 0.41            |
| K. S. Cracovia · Polonia          | 1.ª           | 2017-18       | 36    | 21    | 4      | 2                | 0                | 0                | ―                     | ―                     | ―                     | 38    | 21    | 4      | 0.55            |
| K. S. Cracovia · Polonia          | Total club    | Total club    | 63    | 32    | 6      | 2                | 0                | 0                | 0                     | 0                     | 0                     | 65    | 32    | 6      | 0.49            |
| Genoa C. F. C. · Italia           | 1.ª           | 2018-19       | 19    | 13    | 0      | 2                | 6                | 0                | ―                     | ―                     | ―                     | 21    | 19    | 0      | 0.9             |
| Genoa C. F. C. · Italia           | Total club    | Total club    | 19    | 13    | 0      | 2                | 6                | 0                | 0                     | 0                     | 0                     | 21    | 19    | 0      | 0.9             |
| A. C. Milan · Italia              | 1.ª           | 2018-19       | 18    | 9     | 0      | 3                | 2                | 0                | ―                     | ―                     | ―                     | 21    | 11    | 0      | 0.52            |
| A. C. Milan · Italia              | 1.ª           | 2019-20       | 18    | 4     | 0      | 2                | 1                | 1                | ―                     | ―                     | ―                     | 20    | 5     | 1      | 0.25            |
| A. C. Milan · Italia              | Total club    | Total club    | 36    | 13    | 0      | 5                | 3                | 1                | 0                     | 0                     | 0                     | 41    | 16    | 1      | 0.39            |
| Hertha Berlin S. C. · Alemania    | 1.ª           | 2019-20       | 15    | 4     | 1      | 1                | 1                | 0                | ―                     | ―                     | ―                     | 16    | 5     | 1      | 0.31            |
| Hertha Berlin S. C. · Alemania    | 1.ª           | 2020-21       | 32    | 7     | 1      | 0                | 0                | 0                | ―                     | ―                     | ―                     | 32    | 7     | 1      | 0.22            |
| Hertha Berlin S. C. · Alemania    | 1.ª           | 2021-22       | 9     | 1     | 0      | 1                | 0                | 0                | ―                     | ―                     | ―                     | 10    | 1     | 0      | 0.1             |
| Hertha Berlin S. C. · Alemania    | Total club    | Total club    | 56    | 12    | 2      | 2                | 1                | 0                | 0                     | 0                     | 0                     | 58    | 13    | 2      | 0.22            |
| ACF Fiorentina · Italia           | 1.ª           | 2021-22       | 14    | 3     | 0      | 4                | 3                | 0                | ―                     | ―                     | ―                     | 18    | 6     | 0      | 0.33            |
| ACF Fiorentina · Italia           | Total club    | Total club    | 14    | 3     | 0      | 4                | 3                | 0                | 0                     | 0                     | 0                     | 18    | 6     | 0      | 0.33            |
| U. S. Salernitana 1919 · Italia   | 1.ª           | 2022-23       | 33    | 4     | 5      | ―                | ―                | ―                | ―                     | ―                     | ―                     | 33    | 4     | 5      | 0.12            |
| U. S. Salernitana 1919 · Italia   | Total club    | Total club    | 33    | 4     | 5      | 0                | 0                | 0                | 0                     | 0                     | 0                     | 33    | 4     | 5      | 0.12            |
| Estambul Başakşehir F. K. Turquía | 1.ª           | 2023-24       | 34    | 17    | 1      | 2                | 0                | 0                | ―                     | ―                     | ―                     | 36    | 17    | 1      | 0.47            |
| Estambul Başakşehir F. K. Turquía | 1.ª           | 2024-25       | 33    | 21    | 2      | 3                | 1                | 1                | 12                    | 9                     | 3                     | 48    | 31    | 6      | 0.65            |
| Estambul Başakşehir F. K. Turquía | Total club    | Total club    | 67    | 38    | 3      | 5                | 1                | 1                | 12                    | 9                     | 3                     | 84    | 48    | 7      | 0.57            |
| Total carrera                     | Total carrera | Total carrera | 361   | 130   | 25     | 27               | 17               | 2                | 18                    | 9                     | 3                     | 406   | 156   | 30     | 0.38            |
| 1. 2. 3.                          |               |               |       |       |        |                  |                  |                  |                       |                       |                       |       |       |        |                 |

## Palmarés

### Títulos nacionales
| Título | Club           | País    | Año  |
| ------ | -------------- | ------- | ---- |
| I Liga | Zagłębie Lubin | Polonia | 2015 |